# Dazhou Dao
Dazhou Dao är en ö i Kina. Den ligger i provinsen Hainan, i den södra delen av landet, omkring 150 kilometer söder om provinshuvudstaden Haikou. Arean är 3,4 kvadratkilometer. Den sträcker sig 2,3 kilometer i nord-sydlig riktning, och 2,1 kilometer i öst-västlig riktning.
Genomsnittlig årsnederbörd är 2 462 millimeter. Den regnigaste månaden är september, med i genomsnitt 399 mm nederbörd, och den torraste är januari, med 38 mm nederbörd.